# Albert von Reinach
Albert Baron Reinach (* 7. November 1842 in Frankfurt am Main; † 12. Januar 1905 ebenda) aus der Familie Reinach war ein deutscher Bankier, Geologe, Paläontologe und Wissenschaftsmäzen.

## Leben
Albert von Reinach wurde als zweiter Sohn des Bankiers Adolph von Reinach geboren. Nach dem Besuch des Hasselschen Instituts studierte er zwei Jahre am Polytechnikum Karlsruhe und ebenso lange an der Bergakademie Naturwissenschaften, Geologie und Bergbau. 1860 wurde er Mitglied des Corps Franconia Freiberg. Zu seinen akademischen Lehrern zählten Fridolin Sandberger, Theodor Petersen und Bernhard von Cotta.
Zur Unterstützung seines Vaters trat er 1861 in das väterliche Bankhaus ein. 1872 wurde er Teilhaber. Nach dem Tod seines Vaters führte er das Bankhaus ab 1877 bis zum Verkauf an die Straßburger Allgemeine Elsässische Bankgesellschaft zu Beginn des Jahres 1886, da ein Nervenleiden ihn an der Fortführung der Geschäfte hinderte.
Er wandte sich der Geologie zu und wurde 1892 Mitarbeiter der Geologischen Landesanstalt. In den folgenden Jahren nahm er die östliche Wetterau sowie die West- und Südseite des Vogelsbergs geologisch auf. In seiner sich über viele Jahre erstreckenden Erforschung der Geologie des Taunus konnte er anhand von ihm entdeckter Fossilien die Kochschen Phyllite zusammen mit liegender
Arkose und Konglomerat als tiefstes Unterdevon bestimmen. Er unternahm zahlreiche Forschungsreisen, unter anderem nach England, Frankreich, Russland und Syrien. Wissenschaftlich kam er mit Hugo Bücking, Jules Gosselet und Charles Barrois zusammen.
Neben seinen stratigraphischen Arbeiten betätigte er sich paläontologisch. Er galt als ausgewiesener Experte in der Beurteilung fossiler Schildkröten.
In seinen letzten Lebensjahren beschäftigte er sich mit der Wassergewinnung im Taunus und unterstützte Kronberg, Frankfurt, Homburg vor der Höhe, Königstein, Saalburg und Wiesbaden bei dieser.
Von Reinach zählte zu den wichtigen Mäzenen der Senckenbergischen Naturforschenden Gesellschaft in Frankfurt am Main. Durch großzügige Schenkungen ermöglichte er den Neubau des Senckenberg Naturmuseums. Er war der Stifter des Reinach-Preises der Senckenberg Gesellschaft, der seit 1893 alle zwei Jahre abwechselnd für Arbeiten auf den Gebieten der Geologie, Paläontologie und Mineralogie der weiteren Umgebung Frankfurts vergeben wurde. Seine Sammlung prähistorischer Steinwaffen aus der Taunuslandschaft gelangte als Vermächtnis an den Kaiser in das Saalburgmuseum.

## Auszeichnungen
- Namensgeber für die Albert-von-Reinach-Schule in Kelkheim-Fischbach
- Ernennung zum Mitglied der Kaiserlichen Leopoldino-Carolinischen Deutschen Akademie der Naturforscher, 1889[3]
- Ernennung zum „Erhalter des Werkes“ Senckenbergs.[4]
- Ehrendoktor der philosophischen Fakultät der Universität Marburg, 1904
- Ernennung zum belgischen Konsul
- Inhaber des Bayerischen Militärverdienstordens, 1866
- Eisernes Kreuz, 1871
- Preußischer Königlicher Kronenorden
- Roter Adlerorden
- Ihm zu Ehren wurden folgende Fossilien benannt: Pseudamnicola reinachi, Palaeonycteris reinachi, Pristis (Copristis) reinachi und Ptychogaster reinachi.

## Schriften
- Das Rothliegende in der Wetterau und sein Anschluss an das Saar-Nahegebiet, 1892
- Schildkrötenreste im Mainzer Tertiärbecken und in benachbarten, ungefähr gleichalterigen Ablagerungen, 1900
- Schildkrötenreste aus dem ăgyptischen Tertiär, 1903
- Über die zur Wassergewinnung im mittleren und östlichen Taunus angelegten Stollen, 1904